# Niczky család
A niczki nemes és gróf Niczky család egy 13. századból eredő, ősrégi magyar nemesi család.

## Története
Több más családhoz hasonlóan a Ják nemzetségből erednek a Niczkyek is. Állítólag az Árpádok korában élt Ebed comesig, 1221-ig vezethető vissza a családfa. A Niczky nevet először a 14. században élt János mester használta először. A családtagok közül megemlítendő Benedek, aki 1458-ban pallosjogot kapott Mátyás királytól, János, aki 1635-ben ítélőmester volt és Gáspár, aki 1663-ban Vas vármegye alispánja volt és később a grófi ág tőle származott le. A család legismertebb tagja mégis Kristóf, aki 1765-ben kapta grófi címét. Fokozatosan egyre magasabb hivatalokat töltött be, udvari kamarai tanácsos, táblabíró, titkos tanácsos, a királyi kamara elnöke és többek között királyi kincstartó is volt, míg elérte az országbírói méltóságot 1787-ben. Kitüntették a Szent István-rend kiskeresztjével és középkeresztjével is. Jelentős szerepet játszott a Temesi Bánság Magyarországhoz való visszacsatolásában. Ezután ő szervezte újra Temes és Torontál vármegyéket. Fiai közül megemlítendő István, aki 1777-ben Kőrös vármegye főispánja, György pedig ugyanattól az évtől Verőce vármegye főispánja, majd 1804-től titkos tanácsos lett.

## Címere
A 19. század végéről származó leírás szerint:
A grófi címer: négyelt pajzs, szívpajzzsal; ebben az ősi címer: fekete mezőben ágaskodó koronás arany oroszlán jobb első lábában kivont kardot tart; a nagy pajzs: 1. és 4. vörössel és kékkel vágva; fönt hatágú arany csillag; lent három ezüst hullámos pólya; 2. és 3. arannyal és ezüsttel vágott; fönt kinövő, koronás fekete sas; lent zöld alapon ágaskodó koronás vörös griff; három sisak: sisakdíszek: 1. (középső) koronából kinövő sas balra fordulva; takaró: arany-vörös. 3. két, vörössel és ezüsttel váltakozva vágott elefántagyar közt, melynek öblös végükön, közepükön és tövükön egy-egy strucctollal vannak megrakva, hatágú arany csillag; takaró: kék-ezüst; pajzstartók: két arany sárkány.